# Улица Косте Јарића
Улица Косте Јарића је улица у насељу Старчевица (Бања Лука), која почиње од ул. Милоша Дујића и ул. Ђеде Кецмановића (на сјеверу), ул. Новака Пивашевића и Весели Бријег (на истоку), ул. Слободана Дубочанина, ул. Данила Пеовића и ул. Саве Љубоје (на западу) и ул. Вида Њежића (на југу). Улица повезује насеља Старчевица и Ребровац. Двије трећине улице је асфалтирано док други није (западна страна према улици Саве Љубоје). 
Ове двије улице (Саве Љубоје и Косте Јарића) физички нису биле повезане све до марта 2013. када је стара дрвена гаража срушена. Ова уличица је асфалтирана крајем 2013, првобитно је била посута шљунком. 
У улици се налази Галенска лабораторија, С. Т. Р. "Рајлић", вртић "Снупи" и "Алек-Комерц" аутодијелови. 
Етничко становништво углавном чине Срби премда има и Бошњака, Хрвата и једна породица Украјинаца (породица Семењук). 
Улица је дуга око 1600 метара, западни дио око 380 метара, источни дио око 450 метара, укупно 2430. Површина коју заузима улица износи око 4 км (± 500м).